# アレクサンドリーネ・フォン・ハーナウ＝ホロヴィッツ
アレクサンドリーネ・フリーデリケ・ヴィルヘルミーネ・フォン・ハーナウ・ウント・ツー・ホロヴィッツ（Alexandrine Friedrike Wilhelmine Prinzessin von Hanau und zu Hořowitz, 1830年12月22日 - 1871年12月20日）は、最後のヘッセン選帝侯フリードリヒ・ヴィルヘルム1世の次女。

## 生涯
ヘッセン選帝侯世子フリードリヒ・ヴィルヘルムとその愛人ゲルトルーデ・レーマンの間の2人目の私生児として生まれた。母はプロイセン陸軍少尉カール・ミヒャエル・レーマン（1787年 - 1882年）の妻であり、夫との間に2人の息子がいた。アレクサンドリーネと姉のアウグステは母とレーマン少尉の婚姻中に生まれたため、当初は戸籍上の父レーマンの姓を名乗った。母が1831年にレーマンと正式に離婚して実父の選帝侯世子と再婚すると、レーマンは2人の娘の父親であることを否認し、姉妹は実父フリードリヒ・ヴィルヘルムの娘だと認められた。ただし、両親の婚姻は貴賤結婚だったので、姉妹は母に授けられたシャウムブルク伯爵（夫人）の姓を名乗るに留まった。1853年に母がハーナウ侯夫人の爵位を授けられると、彼女と兄弟姉妹はハーナウ侯子・侯女の身分に格上げされた。
1851年6月12日にヴィルヘルムスヘーエ城において、ホーエンローエ＝エーリンゲン侯アウグストの三男フェリックス侯子（1818年 - 1900年）と結婚した。侯子は金銭的に困窮しており、卑賤な生まれの母を持つアレクサンドリーネの持参金欲しさに身分の不釣り合いな結婚を選択した。1866年に父がプロイセンとの戦争に敗れて廃位された後、アレクサンドリーネはヴェルフ家基金から3000ターラーの年金を受け取った。
結婚後はハイデルベルクやリンダウで暮らした。死後、遺骸はカッセルの母の棺の隣に葬られた。

## 子女
夫との間に2男4女をもうけた。
- ヤドヴィガ（1857年 - 1940年） - 1879年、フランツ・エーリヒ・ツー・シュタイナウ・ウント・ホーエナウ伯爵と結婚
- クラフト（1861年 - 1939年） - 1885年、マリー・ド・ヴァシナック＝イメルクールと結婚（1901年離婚）
- オルガ（1862年 - 1935年） - 1899年、ホーエンローエ＝エーリンゲン侯家家長ハンス[1]と結婚
- パウラ（1863年 - 1874年）
- ルイーゼ（1867年 - 1945年） - 1885年にヴァルデック＝ピルモント侯子アルブレヒト[2]と結婚、1913年にジョージ・グランヴィル＝ホープ＝ジョンストンと再婚
- アレクサンダー（1871年 - 1929年） - 1895年にエルザ・フォン・オンダルツァと結婚、同年に家督相続権を放棄、ガーベルシュタイン男爵に改姓